# Monique Éwanjé-Épée
Monique Éwanjé-Épée-Tourret (Poitiers, 11 luglio 1967) è un'ex ostacolista francese, campionessa europea dei 100 metri ostacoli a Spalato nel 1990.

## Record nazionali

### Seniores
- 60 metri ostacoli indoor: 7"82 ( Parigi, 23 febbraio 1991)
- 100 metri ostacoli: 12"56 ( Villeneuve-d'Ascq, 29 giugno 1990)

## Palmarès
| Anno | Manifestazione   | Sede       | Evento   | Risultato        | Prestazione | Note |
| ---- | ---------------- | ---------- | -------- | ---------------- | ----------- | ---- |
| 1985 | Europei juniores | Cottbus    | 100 m hs | Oro              | 13"10       |      |
| 1988 | Giochi olimpici  | Seul       | 100 m hs | 7ª               | 13"14       |      |
| 1989 | Europei indoor   | L'Aia      | 60 m hs  | 5ª               | 8"22        |      |
| 1989 | Universiade      | Duisburg   | 100 m hs | Oro              | 12"65       |      |
| 1990 | Europei indoor   | Glasgow    | 60 m hs  | Argento          | 7"84        |      |
| 1990 | Europei          | Spalato    | 100 m hs | Oro              | 12"79       |      |
| 1991 | Mondiali indoor  | Siviglia   | 60 m hs  | Argento          | 7"90        |      |
| 1991 | Mondiali         | Tokyo      | 100 m hs | 4ª               | 12"84       |      |
| 1992 | Europei indoor   | Genova     | 60 m hs  | Argento          | 7"99        |      |
| 1992 | Giochi olimpici  | Barcellona | 100 m hs | Batteria         | 13"73       |      |
| 1995 | Mondiali indoor  | Barcellona | 60 m hs  | 4ª               | 7"98        |      |
| 1995 | Mondiali         | Göteborg   | 100 m hs | Batteria         | 13"13       |      |
| 1996 | Europei indoor   | Stoccolma  | 60 m hs  | Bronzo           | 8"09        |      |
| 1996 | Giochi olimpici  | Atlanta    | 100 m hs | Quarti di finale | 13"17       |      |